# 부일초등학교
부일초등학교는 대한민국 경기도 부천시 원미구에 있는 공립 초등학교이다.

## 학교 연혁
- 1981. 03. 01 부일국민학교로 설립 인가
- 1981. 05. 06 부일국민학교 개교(초대 조정식 교장 선생님 취임)
- 1982. 02. 12 제1회 졸업식
- 1982. 03. 10 부일 병설 유치원 개원
- 1996. 03. 01 부일초등학교로 교명 변경
- 1999. 03. 01 교육부지정 제7차 교과용 도서 실험 연구학교(3년간)
- 2006. 03. 29 교육복지투자 우선지역사업학교로 선정
- 2007. 10. 11 BTL사업 학교신축 이전
- 2007. 11. 20 통합교육 시범학교 보고회
- 2011. 12. 15 유치원 종일제 운영 표창(교육감)
- 2012. 02. 01 교육행정정보시스템 활용 우수학교 표창(교육감)
- 2012. 04 학교 건강검사 표본학교(교육과학기술부)
- 2012. 05 2012 인성교육실천 우수학교(언어문화개선부문)(경기도교육청)
- 2012. 05 2012 맞춤형 통일교육 운영학교(경기도교육청)
- 2012. 12. 14 2012 학교 보건환경 조성 및 보건관리 우수학교 표창(경기도교육감)
- 2012. 12. 15 기초학력 책임지도 우수학교 표창(경기도교육감)
- 2012. 12. 31 인성교육 실천 우수학교 표창(경기도교육감)
- 2013. 01. 21 환경교육 우수학교 표창(경기도교육감)
- 2013. 02. 28 안전교육 우수학교 표창(부천교육지원청 교육장)
- 2013. 12. 20 특수학급 통합교육실천 우수학교(경기도교육감)
- 2013. 12. 31 유치원 교육과정 운영 우수학교(경기도교육감)
- 2013. 12. 31 안전교육 우수활동교(부천교육지원청교육장)
- 2014. 05. 01 우수 유치원 교육과정 편성운영 기관 표창(부천교육지원청교육장)
- 2015. 02. 10 병설유치원 수료(남 10명, 여 10명 누계 198명) 및 졸업식(남 8명, 여 10명, 누계 721명)
- 2015. 02. 13 제34회 졸업식(남 31명, 여 31명 총 62명 누계 7,060명 졸업)
- 2015. 03. 01 제12대 김낙윤 교장 취임
- 2015. 03. 01 20학급 편성 운영(특수학급 2학급, 병설유치원 3학급)
- 2016.03.01 제13대 호경숙 교장 취임
- 2016.03.01 20학급 편성운영(특수학급 2학급-순회1학급 포함, 병설유치원 3학급)

## 참고 자료
- 부일초등학교 - 한국교육학술정보원 학교알리미